# Maika Yamamoto

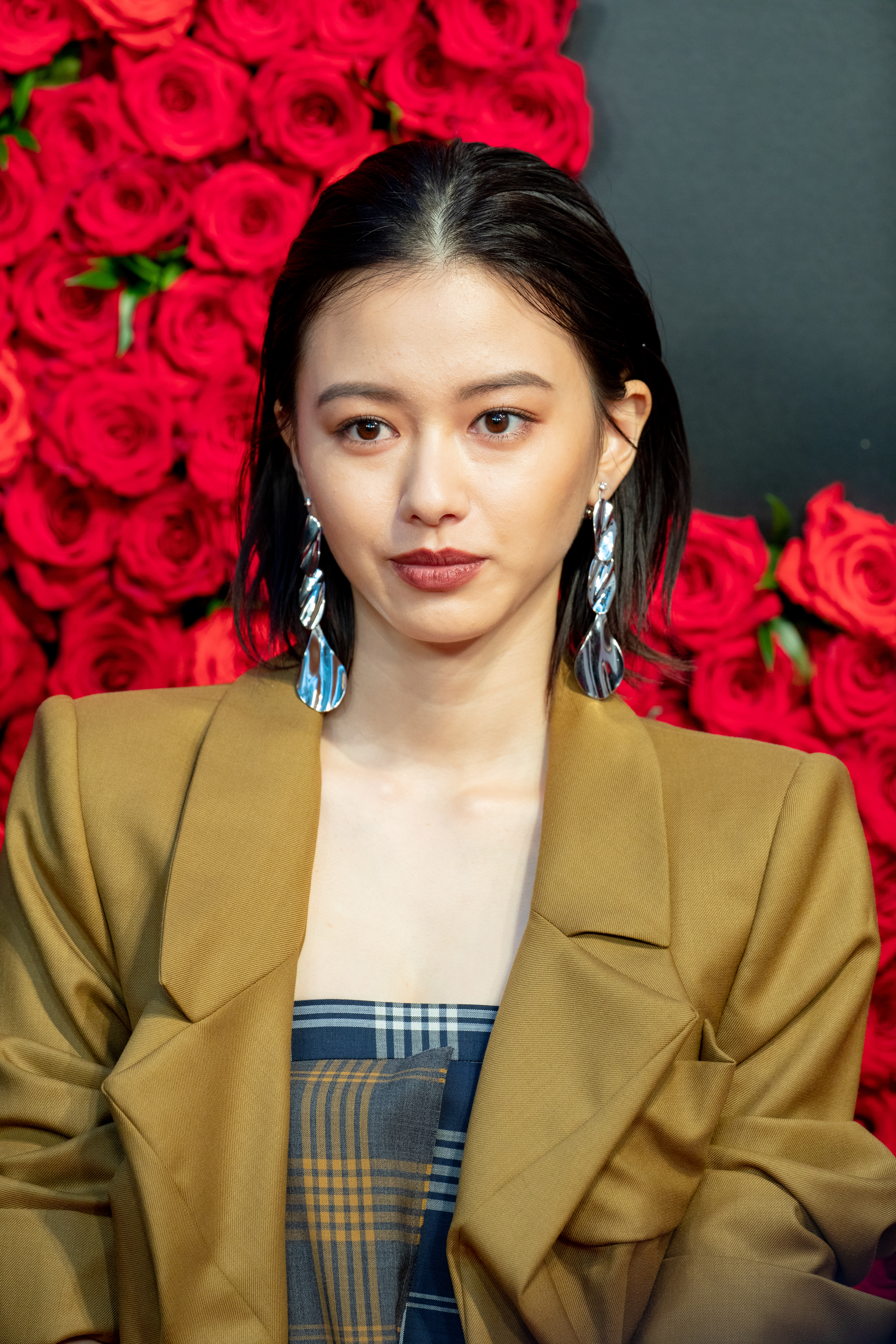
Maika Yamamoto (2018)

Maika Yamamoto (japanisch 山本 舞香 Yamamoto Maika; geboren am 13. Oktober 1997) ist eine japanische Schauspielerin und Model. Sie ist bekannt für ihre Rollen als Kaede Kayano in Assassination Classroom, als Chiyomi Horikiri in dem TV-Drama Minami-kun no Koibito und als Mizuki Kurata in der Verfilmung der Manga-Serie After the Rain.

## Leben
Yamamoto wurde 1997 in der Präfektur Tottori, Japan, geboren und hatte ihr Debüt als 14-Jährige in Mitsui ReHouse Girl im Jahr 2011. Ihre erste Schauspielrolle kam im Jahr 2011 in der Fuji-TV-Serie Soredemo, Ikite Yuku. Im Alter von 15 zog sie nach Tokio, um eine private High School zu besuchen, während sie eine Schauspielkarriere verfolgte. Bekannt wurde sie dann in ihrer Rolle als Kaede Kayano in Assassination Classroom.

## Serien (Auswahl)
- Could Have Done It Committee
- Gō: Hime-tachi no Sengoku
- Minami-kun no Koibito
- Kamen Teacher
- Ōoku: The Inner Chambers
- Kazoku no Uta

## Filme (Auswahl)
- From Today, It’s My Turn the Movie
- Tokyo Ghoul S
- Tonkatsu DJ Agetarō
- Brave Father Online: Our Story of Final Fantasy XIV
- Miseinen Dakedo Kodomo Janai
- After the Rain
- Daytime Shooting Star
- The Magnificent Nine
- Cherry Blossom Memories
- Assassination Classroom: Graduation
- Assassination Classroom
- Z Island
- Kamen Teacher